# ラストバレット
『ラストバレット』（LAST BULLET）は、フリューから2009年4月23日に発売されたニンテンドーDS用ソフト。同社初のコンシューマーゲーム作品である。
キャラクターデザインは文倉十。

## 登場人物
響 花梨（ひびき かりん）
声 - 堀江由衣
青葉国際大学国際文化学科1年生。射的の腕がよく行方不明になった父親が所属していた秘密組織『Village shrine』にスナイパーとしてスカウトされる。
境井 大貴（さかい だいき）
声 - 中國卓郎
花梨の友人。中学・高校時代のクラスメイト。
佐久間 司（さくま つかさ）
声 - 鈴木貴征
青葉国際大学の教師。
西園寺 桜子（さいおんじ さくらこ）
声 - 上田真紗子

原田 興太郎
声 - 西垣俊作

響 敬一郎
声 - 嵜本正和

響 栄吉
声 - 鈴木貴征

長岡 智子
声 - 小林由依

鈴木 輝
声 - 加藤寛規

## 主題歌
『未来へ』 - しばのまり子

## 特典
早期購入特典として、文倉十書き下ろし響花梨クリアポスターが付属した。